# 25301 Амброфоґар
25301 Амброфоґар (1998 XZ2, 2000 EX117, 25301 Ambrofogar) — астероїд головного поясу, відкритий 7 грудня 1998 року.
Тіссеранів параметр щодо Юпітера — 3,189.